# Euceraphis betulae
Euceraphis betulae är en insektsart som först beskrevs av Koch 1855. Enligt Catalogue of Life ingår Euceraphis betulae i släktet Euceraphis och familjen långrörsbladlöss, men enligt Dyntaxa är tillhörigheten istället släktet Euceraphis och familjen borstbladlöss. Arten är reproducerande i Sverige. Inga underarter finns listade i Catalogue of Life.

## Bildgalleri

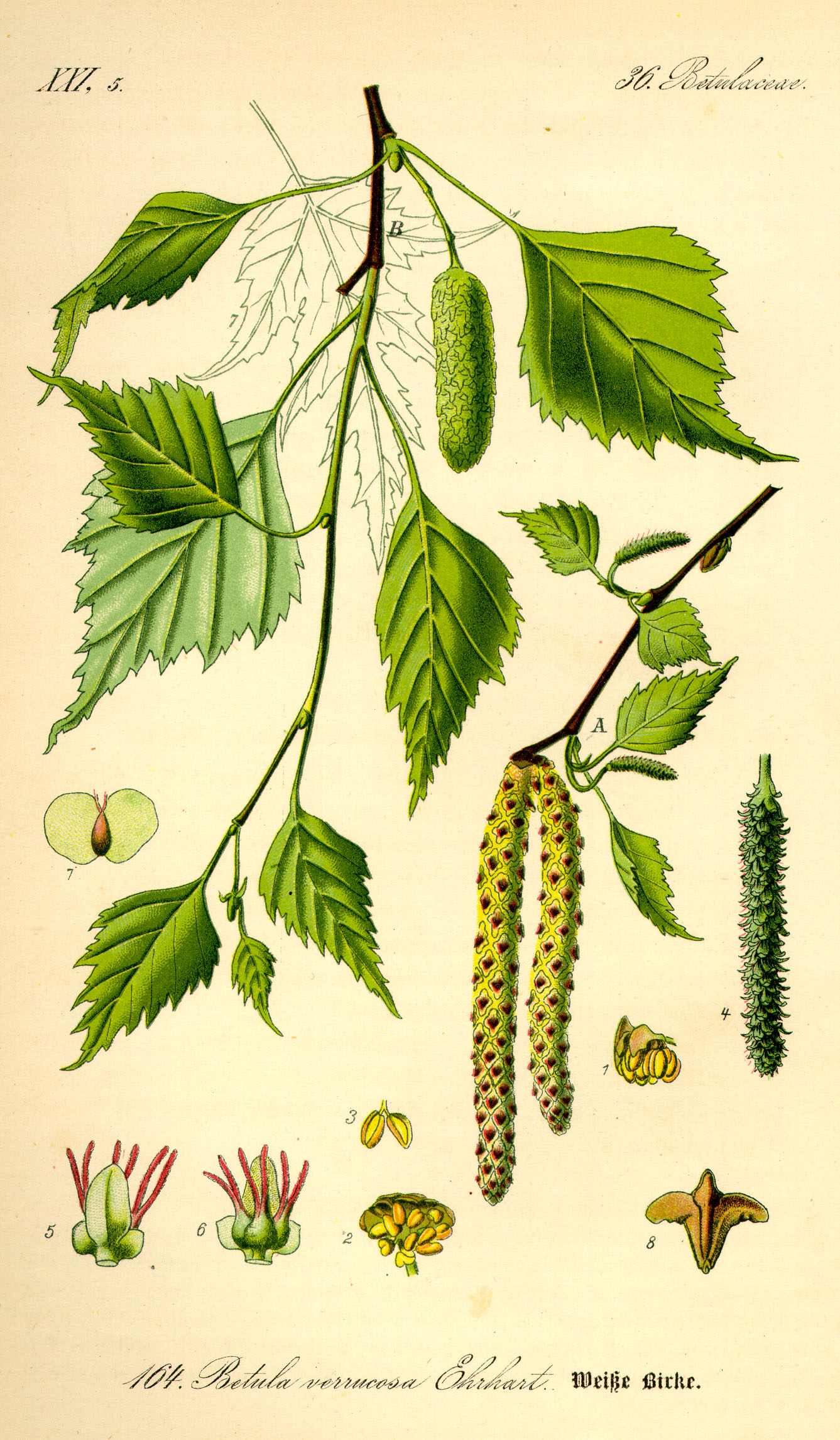